# Hypenagonia barbara
Hypenagonia barbara är en fjärilsart som beskrevs av Robinson 1975. Hypenagonia barbara ingår i släktet Hypenagonia och familjen nattflyn. Inga underarter finns listade i Catalogue of Life.